# Kościół Matki Boskiej Częstochowskiej w Chotumiu
Kościół Matki Boskiej Częstochowskiej w Chotumiu – rzymskokatolicki kościół filialny należący do parafii św. Mikołaja w Sulerzyżu (dekanat ciechanowski zachodni diecezji płockiej).
Jest to świątynia wzniesiona około połowy XVII wieku, zapewne w 1644 roku. Podawana jest również data budowy: 1715 rok. Kościół był remontowany w 1900, 1924 i 1953, a także w latach 2011–2013. 
Budowla jest drewniana, jednonawowa, wzniesiona w konstrukcji zrębowej. Świątynia jest orientowana. Jej prezbiterium jest mniejsze w stosunku do nawy, trójbocznie zamknięte ze skośnie dobudowaną zakrystią. Kościół nakrywa dach dwukalenicowy, pokryty gontem, nad prezbiterium jest umieszczona ośmiokątna wieżyczka na sygnaturkę. Zwieńcza ją blaszany cebulasty dach hełmowy z latarnią. Druga czworokątna wieżyczka jest usytuowana nad nawą. Zwieńcza ją ostrosłupowy dach hełmowy. Wnętrze nakryte jest płaskim stropem z polichromią ornamentalną. Chór muzyczny jest podparty dwoma słupami. Podłoga została wykonana z desek drewnianych. Ołtarz główny i ambona reprezentują styl późnobarokowy i powstały w 1 połowie XVIII wieku. Kropielnica w stylu gotyckim z granitu pochodzi z przełomu XV i XVI wieku